# Морочно
Морочно (бел. Марочна) — одно из трёх крупнейших верховых болот Полесья, сохранившихся в естественном состоянии после мелиорации. Это старейшее болото Белоруссии — его формирование началось около 10 тысяч лет назад. Большинство водно-болотных угодий вокруг него сейчас осушено с целью добычи торфа. Площадь поверхности — 12514 га.

## Общая позиция
Поступление воды в болото обеспечивается за счет атмосферных осадков — дождей, снега. Практически со всех сторон болото окружено лесами. По его краям расположено несколько уникальных старых ельников, представляющих собой «острова» на значительном удалении от границы ареала ели. В восточной и центральной частях болота находится ряд крупных залесенных минеральных островов. Мощность торфяной залежи более составляет 2 метров. Преобладают верховые и переходные типы болот. В 2015 году болото было объявлено республиканским заказником.
На большей части болота гидрологический режим близок к естественному. В 60-70-е годы XX века были прорыты мелиоративные каналы, а северная часть отведена для добычи торфа.

## Флора и фауна
На болоте можно найти 157 видов наземных позвоночных, в том числе 30 видов млекопитающих, 112 видов птиц (100 видов гнездятся, 12 во время миграции), 7 видов пресмыкающихся и 8 видов земноводных.
Природоохранная ценность земли определяется, прежде всего, наличием ряда редких и охраняемых видов птиц, занесенных в Красную книгу Белоруссии и имеющих высокий европейский природоохранный статус (SPEC): серый журавль (Grus grus), чёрный аист (Ciconia nigra), полевой лунь (Circus cyaneus), змееяд (Circaetus gallicus), обыкновенная пустельга (Falco tinnunculus), чеглок (Falco subbuteo), большой веретенник (Limosa limosa), большой кроншнеп (Numenius arquata), белоспинный дятел (Dendrocopos leucotos) и трёхпалый дятел (Picoides tridactylus) дятел.
В пределах болотного массива и на его периферии отмечены практически все крупные аборигенные копытные — европейский лось (Alces alces), кабан (Sus scrofa) и косули (Capreolus capreolus). Их количество невелико, что связано с особенностями биоценотического строения данной местности. У елей, прилегающих к болоту, можно найти редкий для Полесья вид заяц-беляк (Lepus timidus). Таким образом, этот ареал является одним из самых южных районов распространения этого вида.
Из охраняемых в Белоруссии животных зарегистрирована обыкновенная рысь (Felis linx), барсук (Meles meles), европейская болотная черепаха (Emys orbicularis) и обыкновенная медянка (Coronella austriaca). Вполне вероятно, что на территории заповедника обитают охраняемые виды летучих мышей, однако исследования этой группы млекопитающих не проводились.
В составе флоры найдено 5 видов плаунов, 6 хвощей, 8 папоротников, 3 голосеменных и 527 покрытосеменных, из которых 7 видов занесены в Красную книгу Республики Беларусь — Кадило (растение) (Mellitis sarmatica), многоножка обыкновенная (Polypodium vulgare), ликоподиелла заливаемая, дрок германский (Genista germanica), росянка промежуточная (Drosera intermedia), осока малоцветковая (Carex pauciflora), ива черничная (Salix myrtilloides). пловец средний (Lembotropis nigricans), плывунец прамежкавы (Utricularia intermedia), чистец прямой (Stachys recta), верба лапландская (Salix lapponum) также занесены в Красную книгу.
Также организован сбор клюквы.